# うろこや総本店
株式会社うろこや総本店（うろこやそうほんてん）は、山形県の企業。県内にチェーン店を展開し、和菓子・洋菓子の製造及び販売を行っている。山形市の戸田屋正道はここから分家した店である。

## 沿革

### 江戸時代
初代戸田安右衛門は近江国出身で、江戸前期に守り本尊の木造千手観音立像を背に流浪の末、大石田にたどり着いた。安右衛門の大石田到着は、天和4年（1684年）の証文があることから、延宝から天和にかけての時期と考えられる。安右衛門の旅ははっきりしない点が多く、単身だったとも兄弟を伴っていたともされる。理由についても何らかの事情で郷里にいられなくなったため、父祖供養のため、といった理由が考えられている。 大石田にたどり着いた安右衛門の像は後に大石田の乗舩寺に寄進された。この像は正慶2年（1333年）の銘のある鎌倉時代の作で、1958年（昭和33年）に県指定有形文化財に指定されている。
初代安右衛門は大石田に定住し、1684年（貞享元年）に事業を始めた。舟運の要衝である大石田で、戸田家は船主のほか、荷問屋、金融業、染物業と幅広く事業を拡大していった。「ウロコヤ」「△ヤ」の名称はこのころから使用されていたが、「宇呂古屋」「鱗屋」と漢字で書かれることもあったほか、「近江屋」も併用されていた。戸田家は宝暦5年（1755年）と天明3年（1783年）の飢饉に際しては米や金を供出している。
しかし文化5年（1808年）に大石田本町で起きた火災に巻き込まれて経営難となった。文化9年（1812年）から天保元年（1830年）にかけて幕府が船運賃を2割下げた上に船荷も減少、さらに船持惣代をめぐる不正による紛争もあり、戸田家は船主をやめ、菓子屋を営むようになった。これが後のうろこや総本店の原点となっている。1989年には安政2年（1855年）の日付の入った落雁の型枠や、文久元年（1861年）のまんじゅう札の版木など、この時期に使用されていた道具が店の蔵から発見されている。

### 明治以降

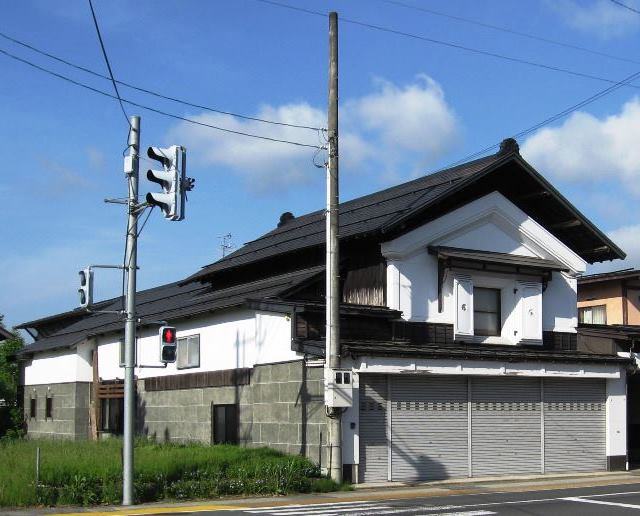
大正時代に建てられた旧本店。大石田町の町指定文化財に指定されている。

明治維新時点では菓子専業となっていたが、経営状況は思わしくなく、たびたび借金を必要としていた。1877年（明治10年）には菓子屋を廃業して煮売屋を始め、1881年（明治14年）からは酒類も提供するようになった。経営は好転し、1885年（明治18年）には菓子販売を再開した。再開時点で商品はせんべい、饅頭、おこしなど12品目であった。再開した菓子販売は順調で、1890年（明治23年）には蕎麦の提供を中止、1896年（明治29年）には飲食業を全廃し、再び菓子専業となった。購買力の向上もあって菓子販売は好調が続き、拡大基調は昭和初期に不況に陥るまで続いた。
1938年（昭和13年）春からは洋菓子の製造に取り組み、バタークリームを使ったシュークリーム、スイートポテト、アップルパイ、エクレア、ケーキ、チョコレートロールなどを販売した。洋菓子の製造販売は大石田では初めての試みであった。この年の夏には氷菓の製造も開始し、アイスキャンデー、最中、シャーベットを販売するとともに、夏季には喫茶店も開店するようになった。
しかし戦時色が強まると菓子販売は統制され、地域の販売業者は1941年（昭和16年）に大石田菓子統制組合に統合された。その後さらに企業合同が進められ、1943年（昭和18年）に大石田菓子統制組合は大石田菓子有限会社となったが、原料の減配により生産量は低下が続いた。

### 戦後
敗戦で大石田菓子有限会社は自然消滅し、ウロコヤは飴玉やパン、おこしなどを販売した。1952年（昭和27年）頃からは菓子生産も安定した。1972年（昭和47年）に終戦直後に一時扱っていた洋裁用品の販売をやめ、菓子専門店にするとともに法人化した。1977年（昭和52年）には最初の支店を村山市に出店、平成に入るとさらに多店舗化を推進し、2003年（平成15年）には5店目となる東根店を開店している。

## 店舗
| ドメーヌうろこや |  | 東根店 |
| ドメーヌうろこや |  | 東根店 |

- お菓子の郷・うろこや総本店
- ドメーヌうろこや（1977年開店）
- うろこや東根店（2003年8月2日開店[23]）
- うろこや谷地店（1992年開店[18]）
- うろこや寒河江店

## 商品
和菓子・洋菓子の両方を扱っている。2004年には尾花沢夢ファクトリーが商品化した「尾花沢すいか糖」を使用したプリン「すいかの王様もとなりくんのプリンスプリン」を販売した。2017年には山形県立北村山高等学校家庭クラブが提案した、尾花沢市産のソバを使った菓子を販売した。
- 栗ようかん
- 母歌味のしらべ
- チーズ饅頭
- くぢら餅
- 古代米餅
- ひらた舟
- のし梅
- さみだれゆべし
- 半熟チーズ・半熟ショコラチーズ
- チュイル
- パイラスク
- ギフチョウサブレ
- 奥羽本線